# Токуџи
Токуџи (徳治) је јапанска ера (ненко) која је настала после Каген и пре Енкјо ере. Временски је трајала од децембра 1306. до октобра 1308. године и припадала је Камакура периоду. Владајући монарх био је цар Го-Ниџо.

## Важнији догађаји Токуџи ере
- 1308. (Токуџи 3, осми месец): У осмој години владавине цар Го-Ниџо умире у 24 години живота. На позицији владара наслеђује га његов рођак, цар Ханазоно.[3][4]
- 1308. (Токуџи 3, десети месец): Именована је нова ера како би се обележило устоличење новог цара Ханазоноа на власт.[5]